# Ronde van Vlaanderen 1994/Startlijst
Onderstaand het deelnemersveld van de 78e Ronde van Vlaanderen verreden op 3 april 1994. Deze lijst behandelt de 99 renners die hebben uitgereden. De Italiaan Gianni Bugno (Polti) kwam in Meerbeke als winnaar over de streep. De Belg Johan Museeuw (GB–MG) droeg nummer één als titelverdediger. Museeuw verloor de spurt tegen Bugno met zeven millimeter. Daarachter werd Andrei Tchmil (Lotto) derde. De renners werden gerangschikt naar uitslag en ploeg.

## Ploegen
| K = Kopman | DNF = Aantal renners niet uitgereden | Vb. = Nationale kampioen op de weg 1993 |

### Polti–Vaporetto
Gianni Bugno K 

 Djamolidin Abdoezjaparov 13E

 Andrea Peron 21E

 Mario Scirea 44E

DNF

DNF

DNF

DNF

### GB–MG Maglificio–Bianchi
Johan Museeuw K 

 Fabio Baldato 6E

 Carlo Bomans 14E

 Rolf Järmann 43E

 Wilfried Peeters 65E

DNF

DNF

DNF

### Lotto–Vetta–Caloi
Andrei Tchmil K 

 Mario De Clercq 28E

 Peter Farazijn 40E

 Rudy Verdonck 61E

 Tom Desmet 97E

 Peter De Clercq 98E

DNF

DNF

### Mapei–Clas
Franco Ballerini K 4E

DNF

DNF

DNF

DNF

DNF

DNF

DNF

### TVM–Bison Kit
Johan Capiot 5E

 Jesper Skibby 11E

 Rob Harmeling 20E

 Tristan Hoffman 23E

 Maarten den Bakker 42E

 Dag-Otto Lauritzen 51E

DNF

DNF

### Gewiss–Ballan
Guido Bontempi K 7E

 Bruno Cenghialta 18E

 Dario Bottaro 34E

 Nicola Minali 88E

DNF

DNF

DNF

DNF

### Novemail–Histor
Marc Sergeant K 8E

 Eddy Schurer 19E

 Nico Verhoeven 29E

 Guy Nulens 32E

 Jo Planckaert 37E

DNF

DNF

DNF

### WordPerfect–Colnago–Decca
Edwig Van Hooydonck K 9E

 Frans Maassen 31E

 Vjatsjeslav Jekimov 48E

 Jelle Nijdam 49E

 Marc Wauters 50E

 Danny Daelman 93E

DNF

DNF

### Collstrop–Willy Naessens
Frank Corvers 10E

 Adrie van der Poel 26E

 Rik Van Slycke 39E

 Jean-Pierre Heynderickx 55E

DNF

DNF

DNF

DNF

### Jolly Componibili–Cage
Dmitri Konysjev K 12E

 Stefano Zanatta 52E

 Gianluca Gorini 84E

 Gianni Vignaduzzi 87E

DNF

DNF

DNF

DNF

### Lampre–Panaria
Zbigniew Spruch K 15E

 Oleksandr Hontsjenkov 67E

 Mirko Gualdi 80E

DNF

DNF

DNF

DNF

DNF

### ONCE–Look–Mavic
Laurent Jalabert K 16E

 Herminio Díaz Zabala 66E

 José Roberto Sierra 82E

 Iñaki Ayarzaguena 95E

DNF

DNF

DNF

DNF

### Trident–Schick
Peter Van Petegem K 17E

 Andreas Kappes 27E

 Theo Akkermans 73E

 Geert Van Bondt 77E

 Patrick Van Roosbroeck 81E

 Danny Van Looy 92E

DNF

DNF

### Team Deutsche Telekom
Erik Zabel K 22E

 Brian Holm 68E

 Rolf Aldag 76E

 Uwe Raab 86E

 Bernd Gröne  91E

DNF

DNF

DNF

### Motorola
Jan Schur 24E

 Frankie Andreu 38E

 Sean Yates K 46E

 George Hincapie 54E

 Kai Hundertmarck 71E

 Steve Bauer 72E

DNF

DNF

### Castorama–MaxiSport
François Simon 25E

 Emmanuel Magnien 35E

 Laurent Desbiens 45E

 Bruno Thibout 94E

DNF

DNF

DNF

DNF

### Navigare
Angelo Citracca 30E

 Stefano Zanini 69E

 Aleksandr Sjefer 89E

DNF

DNF

DNF

DNF

DNF

### Brescialat–Refin
Bruno Leali 33E

 Fabio Roscioli 47E

 Fabrizio Bontempi 78E

 Roberto Pelliconi 79E

 Marco Milesi 99E

DNF

DNF

DNF

### Mercatone Uno–Bianchi
Silvio Martinello 36E

 Michele Bartoli K 41E

 Paolo Fornaciari 83E

 John Talen 96E

DNF

DNF

DNF

DNF

### ZG Mobili
Stefano Colagè 53E

 Hendrik Redant 74E

 Roberto Caruso 90E

DNF

DNF

DNF

DNF

DNF

### GAN
Christophe Capelle 56E

 Gilbert Duclos-Lassalle 63E

 Jean-Claude Colotti 64E

DNF

DNF

DNF

DNF

DNF

### Carrera Jeans–Tassoni
Alessandro Bertolini 57E

 Nicola Miceli 60E

 Beat Zberg 62E

DNF

DNF

DNF

DNF

DNF

### Vlaanderen 2002–Eddy Merckx
Bart Leysen 58E

DNF

DNF

DNF

DNF

DNF

DNF

DNF

### Kelme
Cezary Zamana 59E

DNF

DNF

DNF

DNF

DNF

DNF

DNF

### Festina–Lotus
Stephen Hodge 70E

DNF

DNF

DNF

DNF

DNF

DNF

DNF

### Palmans
Jan Van Camp 70E

DNF

DNF

DNF

DNF

DNF

DNF

DNF

### Banesto
David García Markina 85E

DNF

DNF

DNF

DNF

DNF

DNF

DNF

## Afbeeldingen

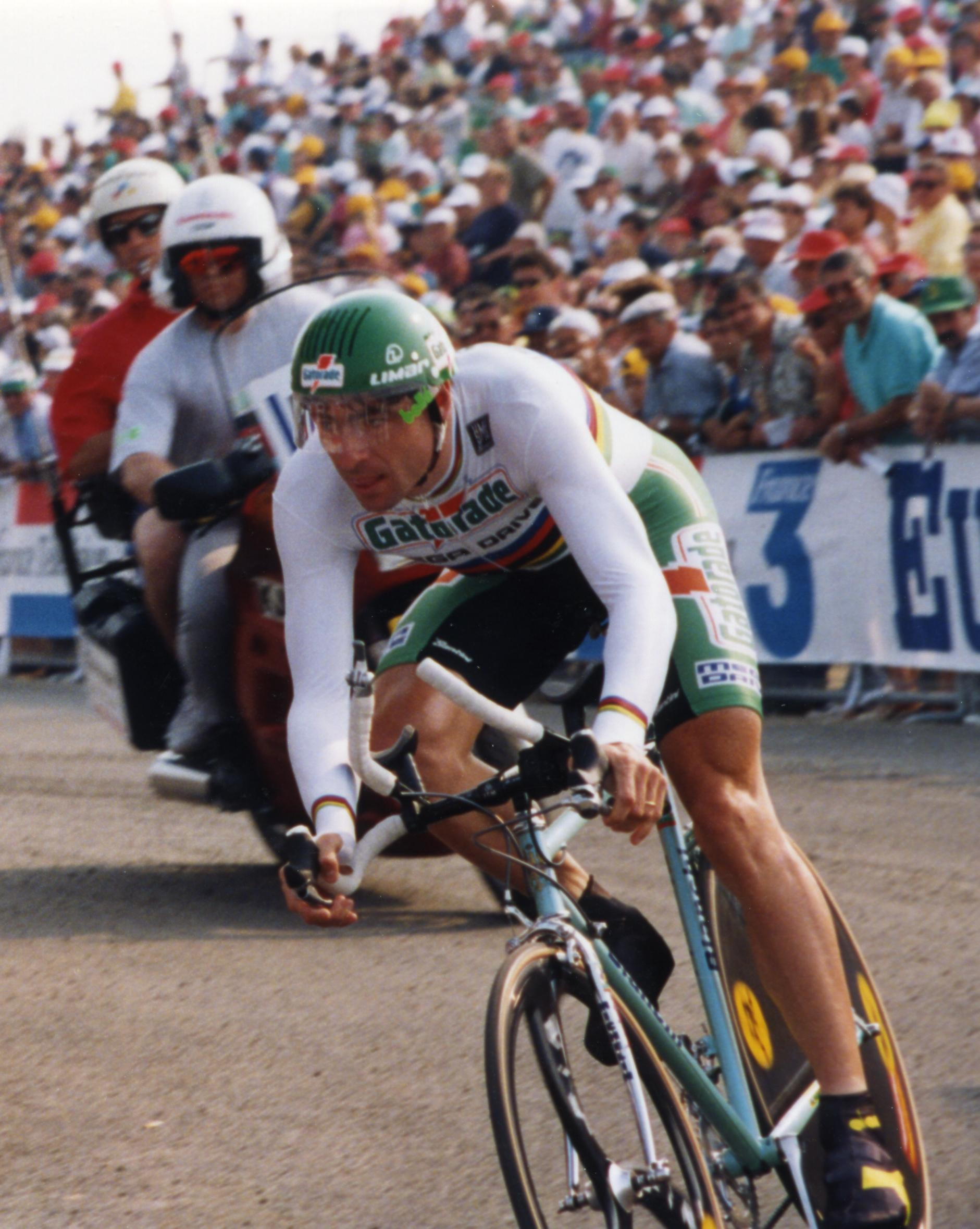
Gianni Bugno
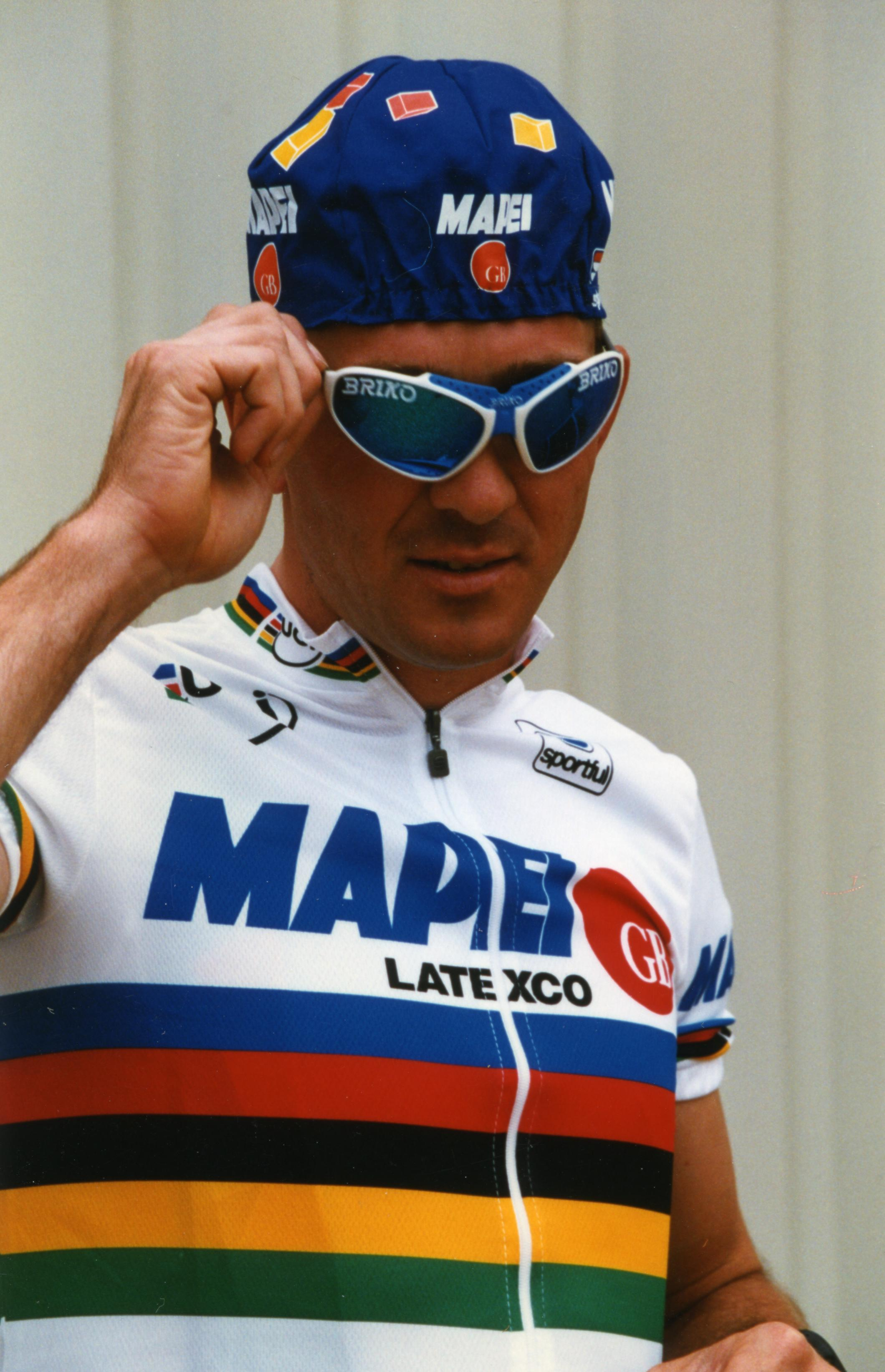
Johan Museeuw
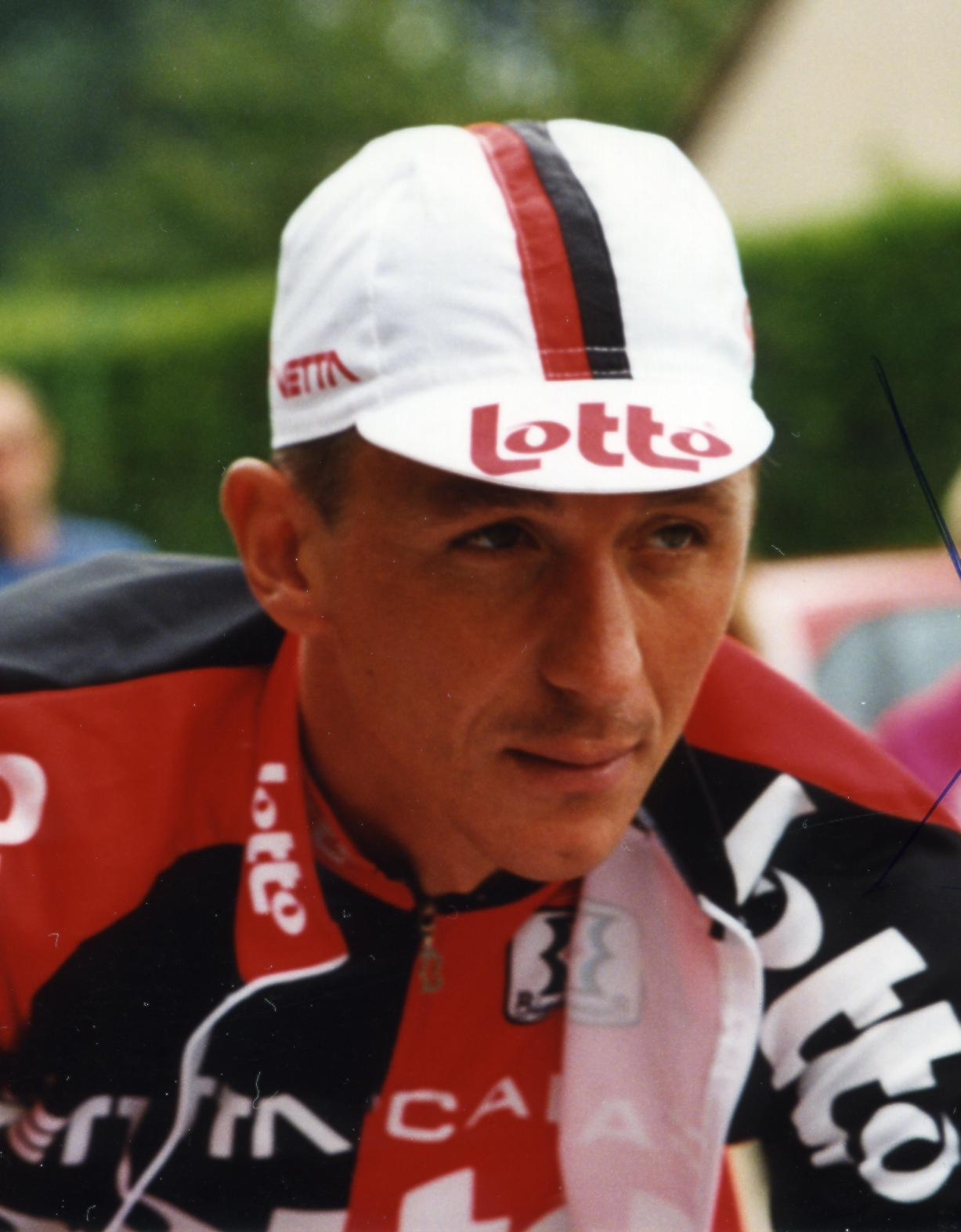
Andrei Tchmil
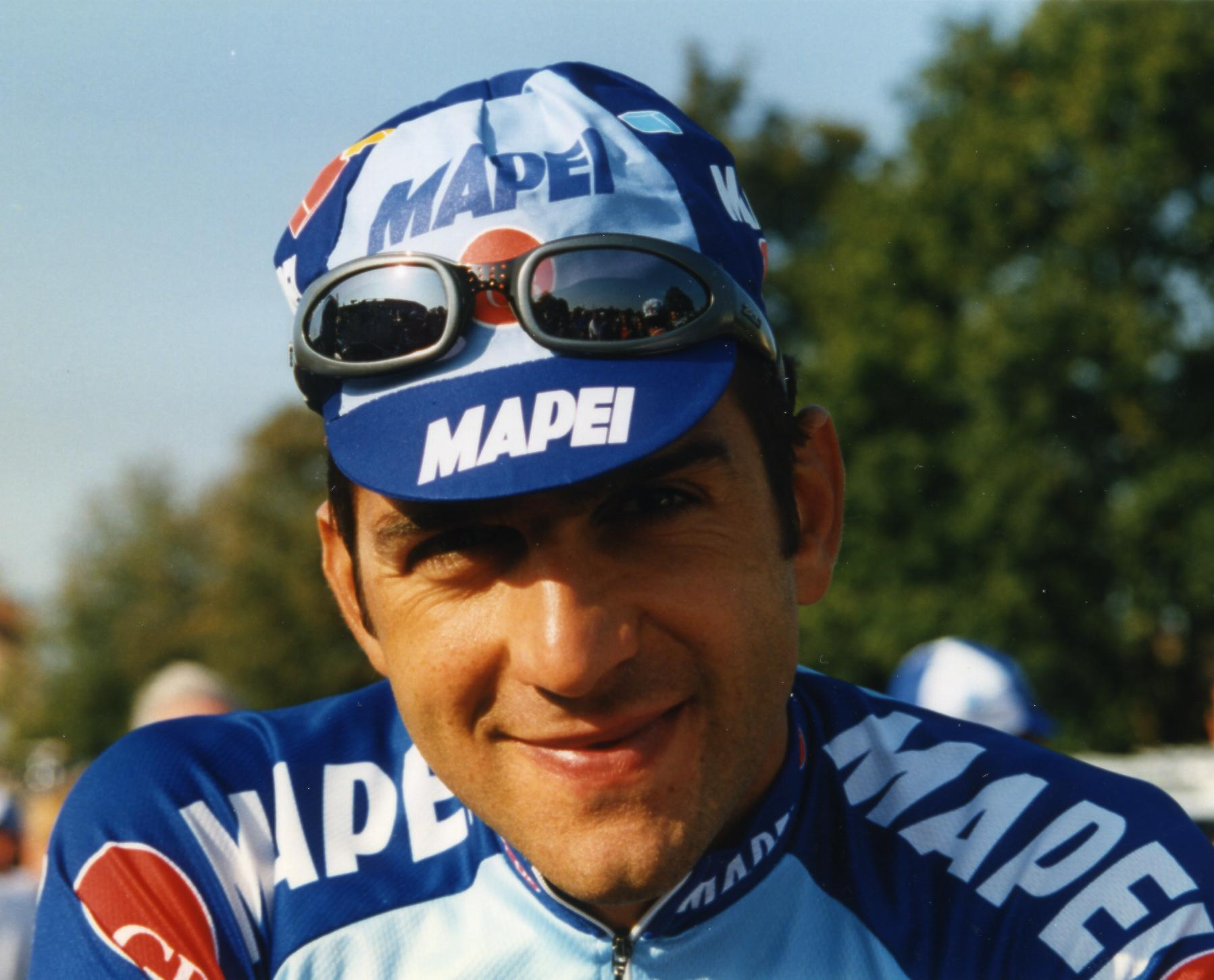
Franco Ballerini
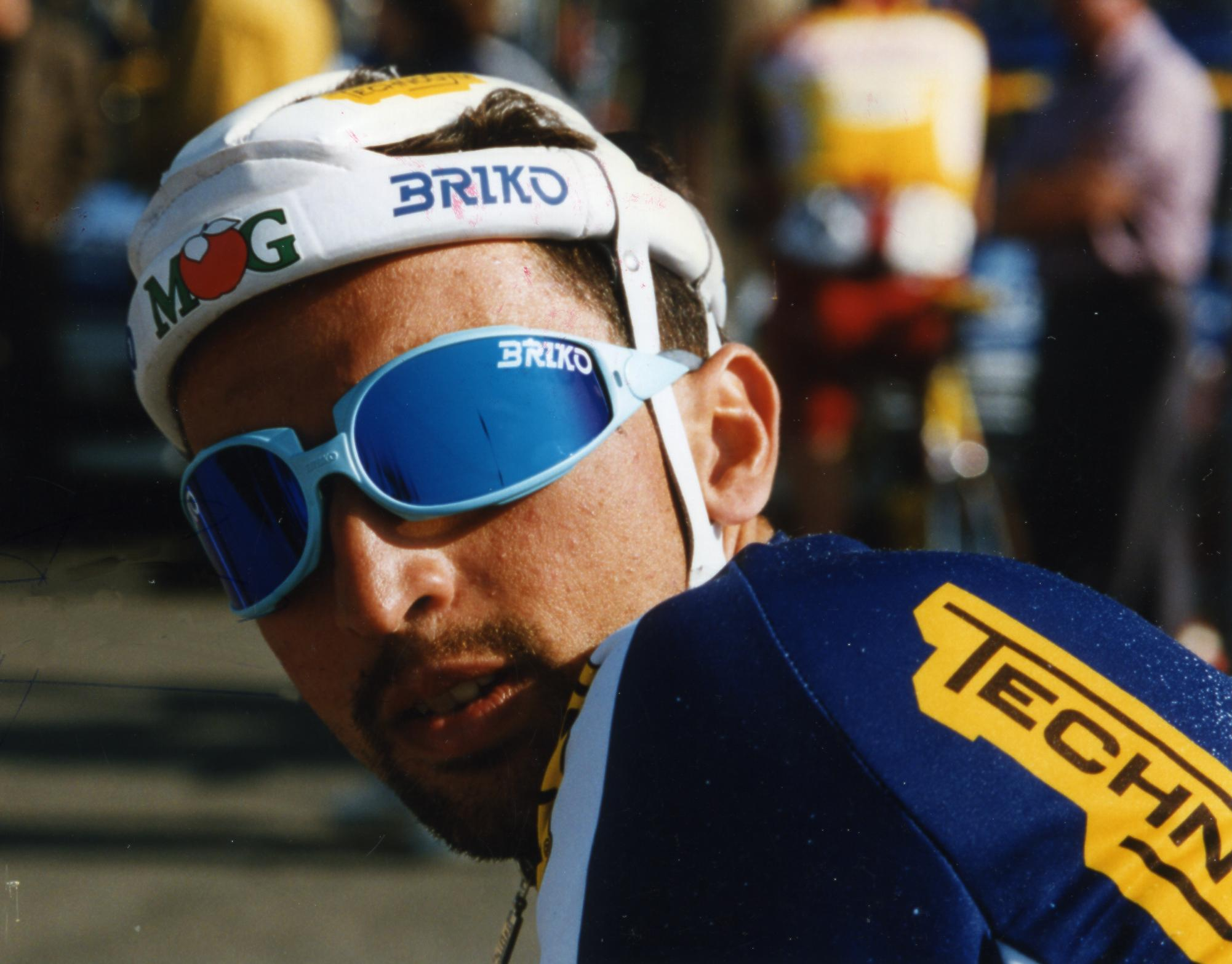
Fabio Baldato
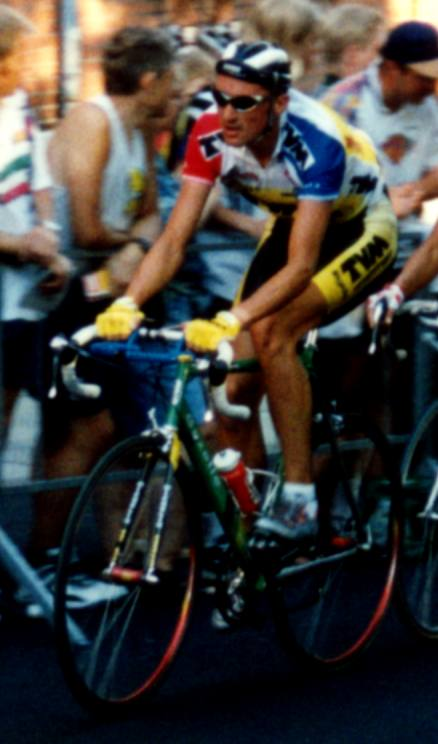
Jesper Skibby
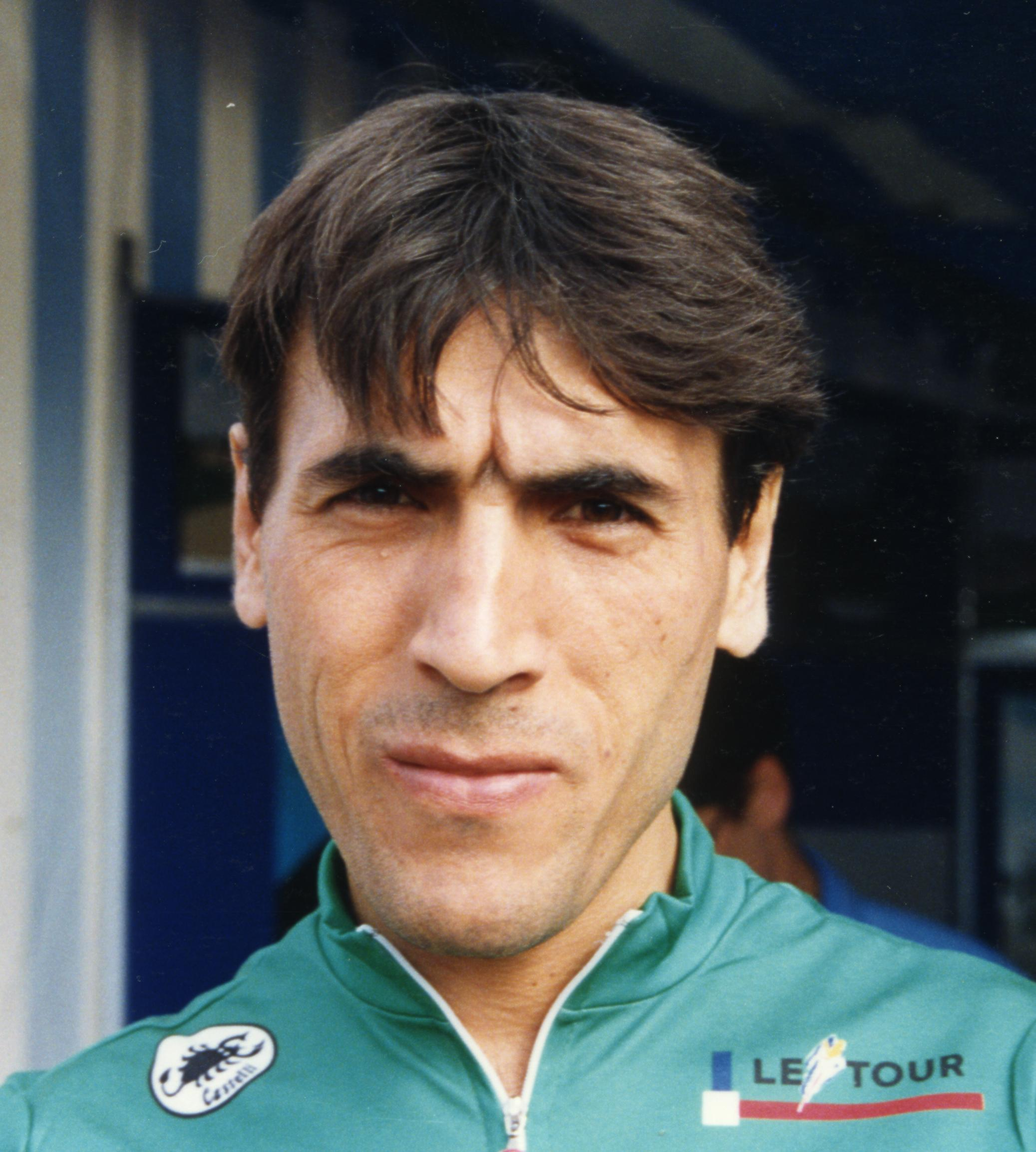
Djamolidin Abdoezjaparov
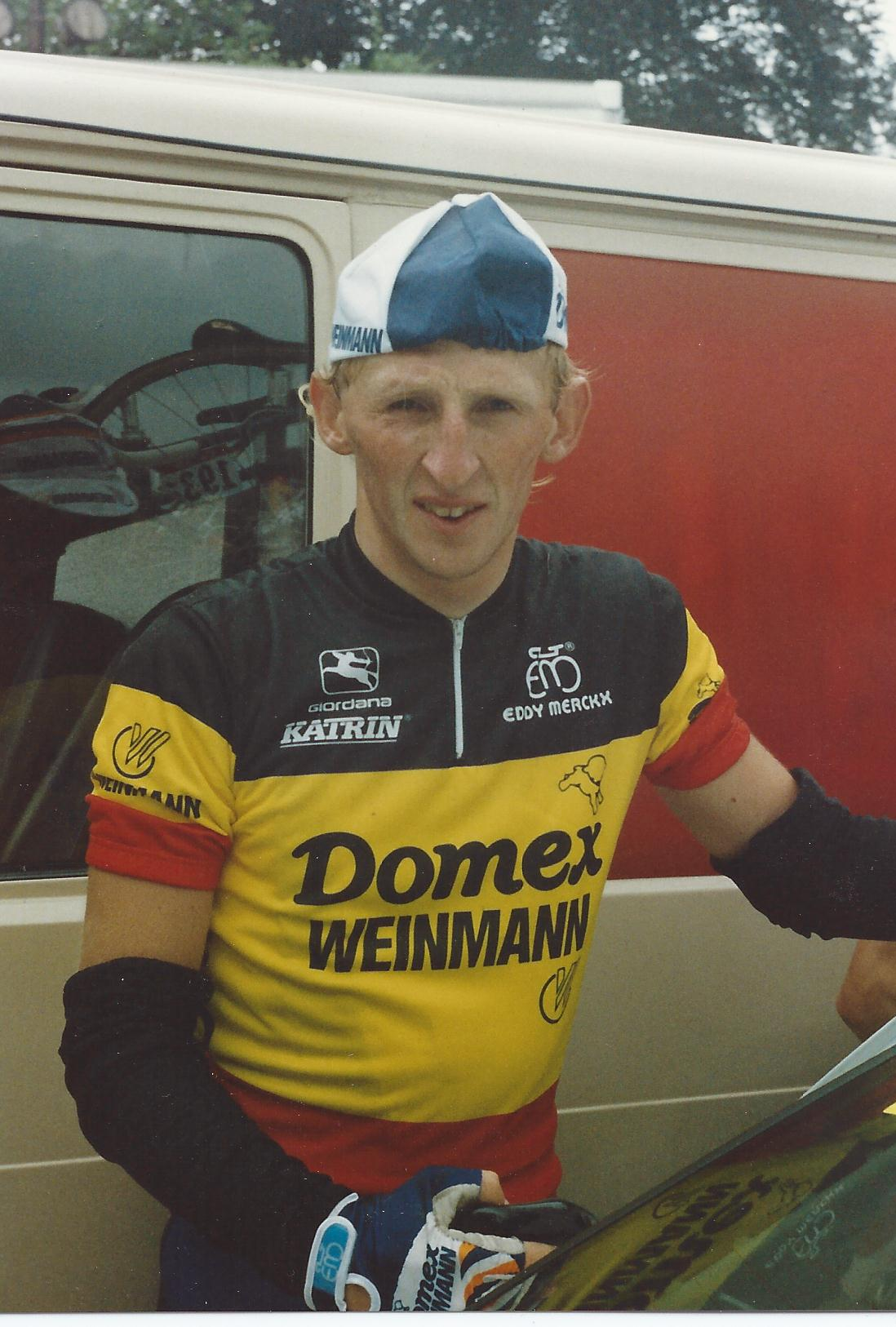
Carlo Bomans
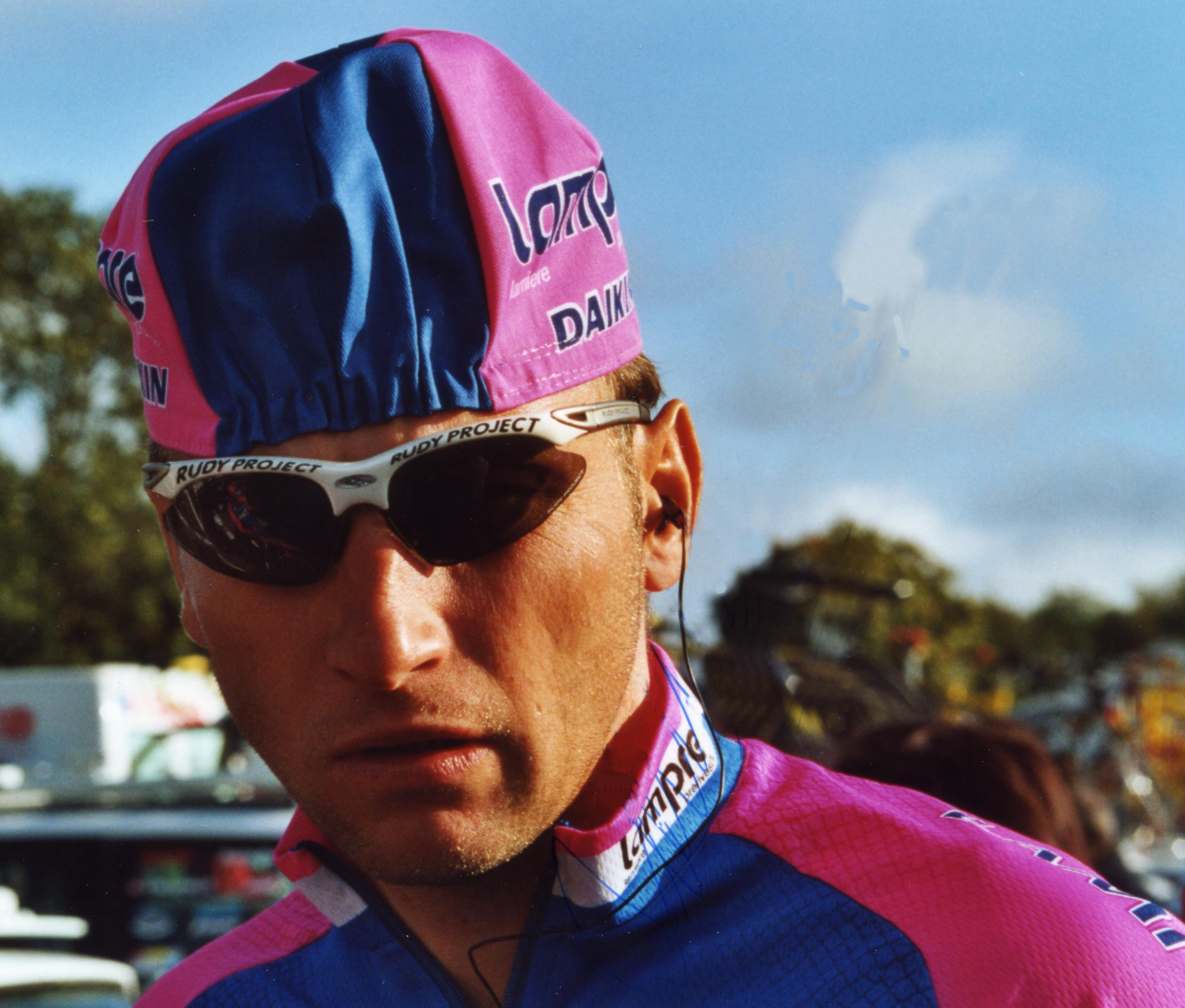
Zbigniew Spruch
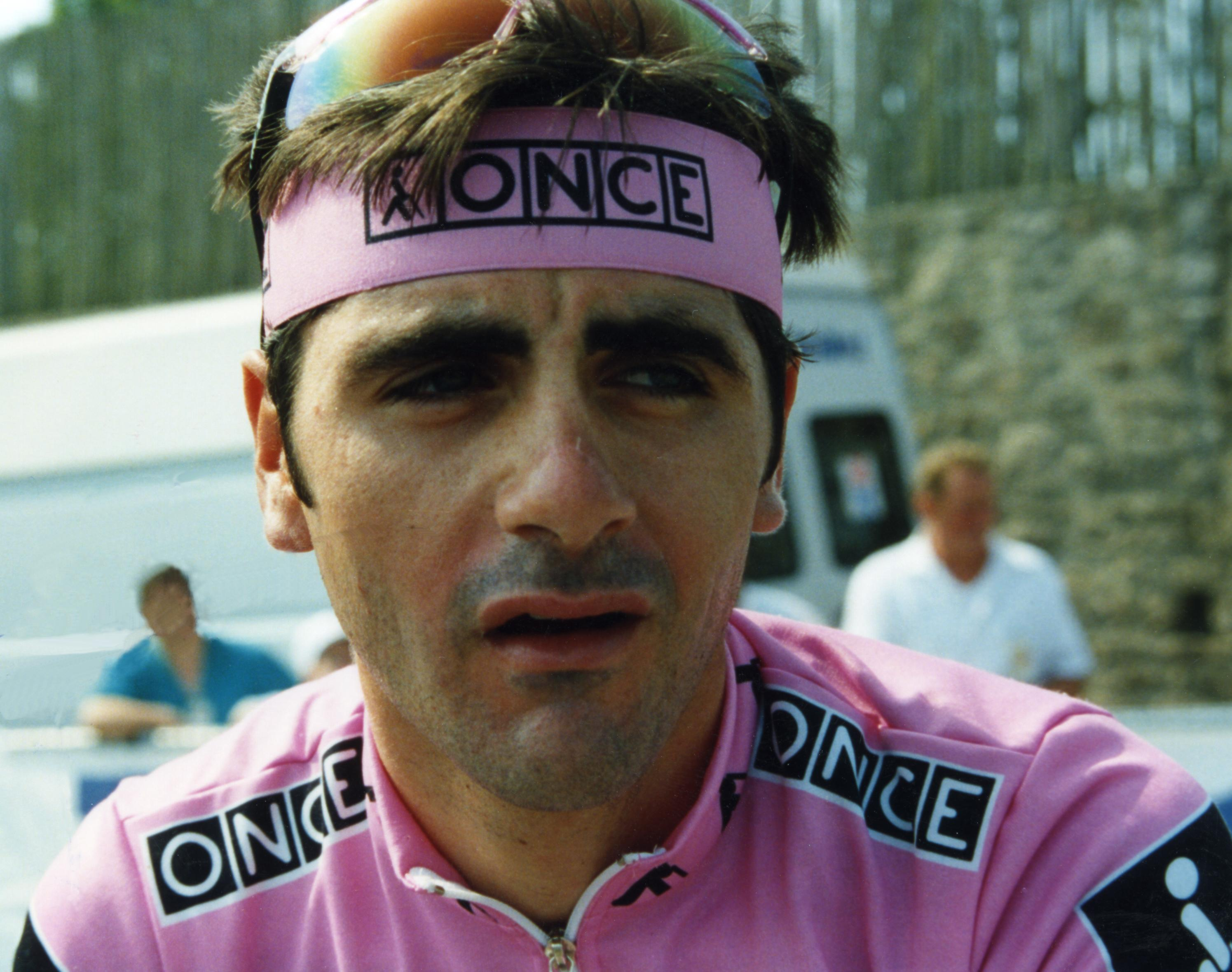
Laurent Jalabert
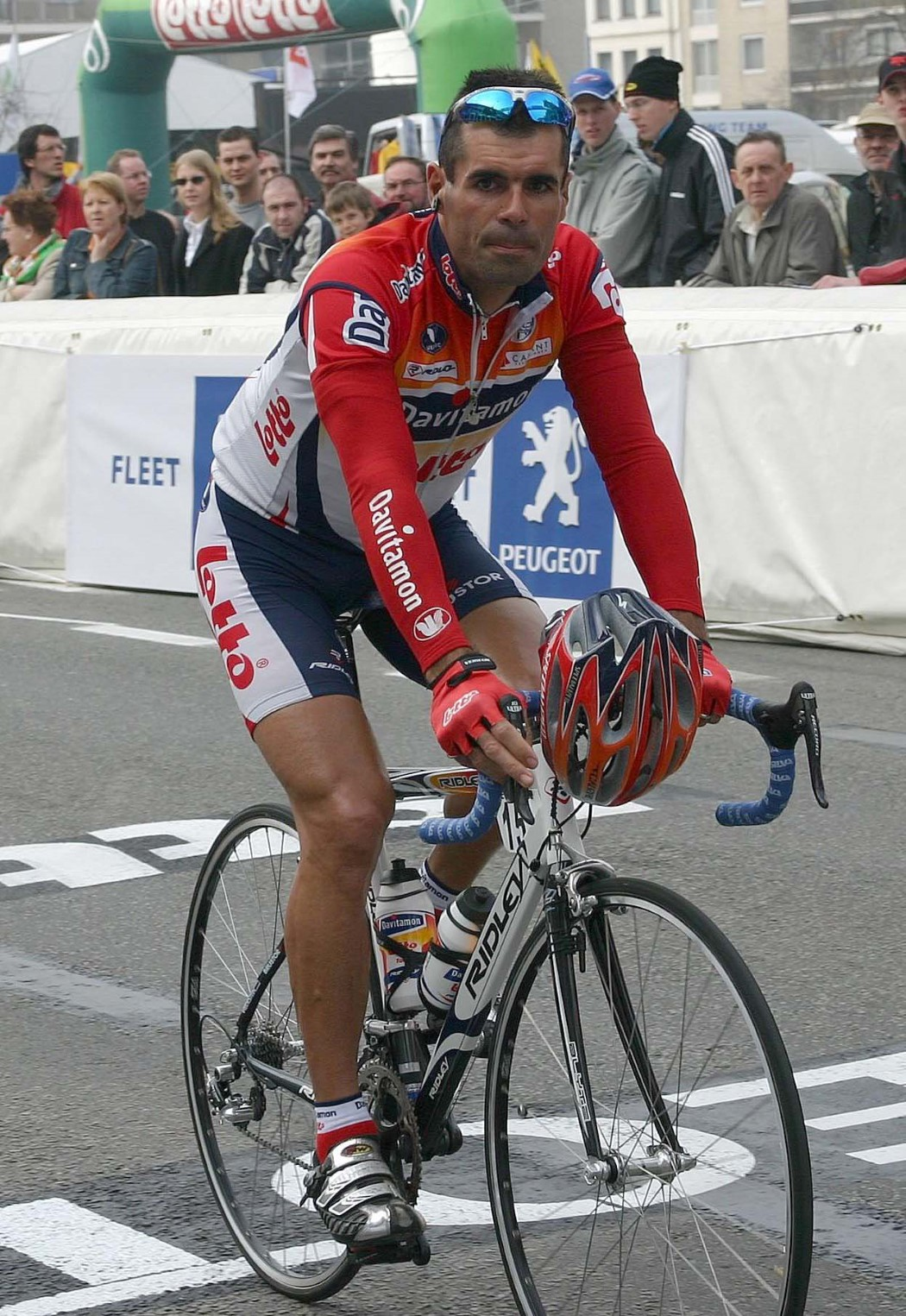
Peter Van Petegem

1913 · 
1914 · 
1915 · 
1916 · 
1917 · 
1918 · 
1919 · 
1920 · 
1921 · 
1922 · 
1923 · 
1924 · 
1925 · 
1926 · 
1927 · 
1928 · 
1929 · 
1930 · 
1931 · 
1932 · 
1933 · 
1934 · 
1935 · 
1936 · 
1937 · 
1938 · 
1939 · 
1940 · 
1941 · 
1942 · 
1943 · 
1944 · 
1945 · 
1946 · 
1947 · 
1948 · 
1949 · 
1950 · 
1951 · 
1952 · 
1953 · 
1954 · 
1955 · 
1956 · 
1957 · 
1958 · 
1959 · 
1960 · 
1961 · 
1962 · 
1963 · 
1964 · 
1965 · 
1966 · 
1967 · 
1968 · 
1969 · 
1970 · 
1971 · 
1972 · 
1973 · 
1974 · 
1975 · 
1976 · 
1977 · 
1978 · 
1979 · 
1980 · 
1981 · 
1982 · 
1983 · 
1984 · 
1985 · 
1986 · 
1987 · 
1988 · 
1989 · 
1990 · 
1991 · 
1992 · 
1993 · 
1994 · 
1995 · 
1996 · 
1997 · 
1998 · 
1999 · 
2000 · 
2001 · 
2002 · 
2003 · 
2004 · 
2005 · 
2006 · 
2007 · 
2008 · 
2009 · 
2010 · 
2011 · 
2012 · 
2013 · 
2014 · 
2015 · 
2016 · 
2017 · 
2018 · 
2019 · 
2020 · 
2021 · 
2022 · 
2023 · 
2024
Lijst van beklimmingen